# Борен ле Ноајон
Борен ле Ноајон (фр. Beaurains-lès-Noyon) насеље је и општина у североисточној Француској у региону Пикардија, у департману Оаза која припада префектури Компјењ.
По подацима из 2011. године у општини је живело 290 становника, а густина насељености је износила 76,32 становника/km². Општина се простире на површини од 3,8 km². Налази се на средњој надморској висини од 79 метара (максималној 74 m, а минималној 42 m).

## Демографија
| 1962. | 1968. | 1975. | 1982. | 1990. | 1999. | 2011. |
| ----- | ----- | ----- | ----- | ----- | ----- | ----- |
| 192   | 193   | 233   | 234   | 284   | 264   | 290   |

График промене броја становника у току последњих година